# Addeke Hendrik Boerma

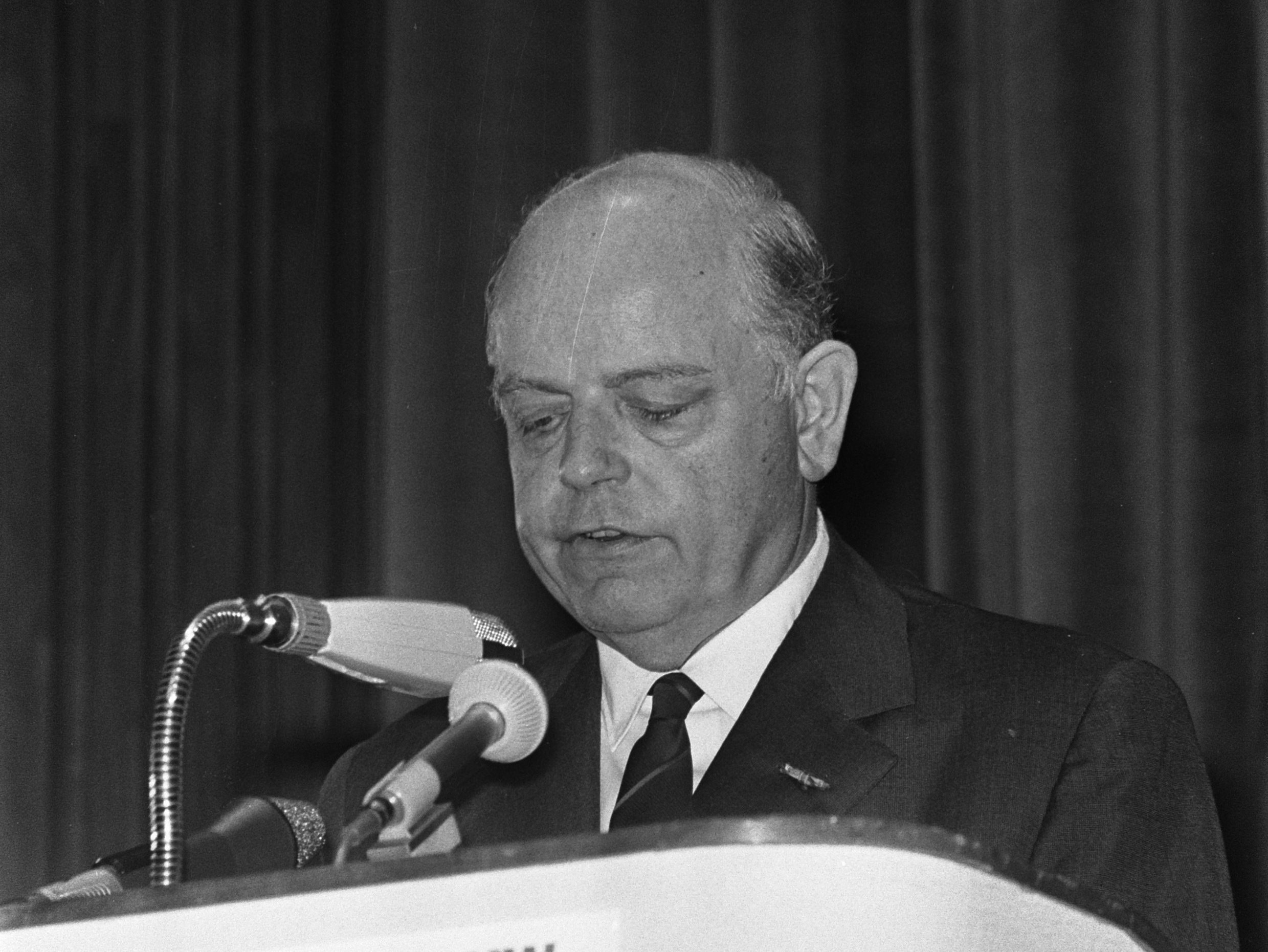
Addeke Hendrik Boerma in 1970.

Addeke Hendrik Boerma (Annerveenschekanaal, 3 april 1912 – Wenen, 8 mei 1992) was een Nederlands ambtenaar en bestuurder.
Boerma kwam uit een boerenfamilie en ging naar de HBS in Veendam. Van 1929 tot 1934 studeerde hij tuinbouw en landbouweconomie  aan de Landbouwhoogeschool in Wageningen. 
Boerma werd regeringscommissaris voor de akkerbouw en veeteelt en ging in 1938 voor het Rijksbureau voor Voedselvoorziening in Oorlogstijd werken aan de voorbereidingen voor de voedselvoorziening in Nederland in oorlogstijd. Gedurende de Tweede Wereldoorlog was Boerma directeur van de Nederlandsche Akkerbouwcentrale, de Nederlandsche Inkoopcentrale van Akkerbouwproducten, het Hoofdbedrijfschap voor Akkerbouwproducten, het Bedrijfschap voor Granen, Zaden en Peulvruchten en het Bedrijfschap voor Zaaizaad en Pootgoed. In oktober 1944 ging hij naar het reeds bevrijde zuiden van Nederland om de voedselvoorziening en het zenden van hulpgoederen voor te bereiden. De Duitsers waren hiervan ook op de hoogte.
Vanaf 1947 had Boerma verschillende functies bij de Voedsel- en Landbouworganisatie van de Verenigde Naties (FAO). Hij werd in 1962 ook de eerste directeur van het wereldvoedselprogramma van de Verenigde Naties. In 1967 werd hij verkozen tot directeur-generaal van de FAO. Hij zette een reorganisatie in en richtte zich op armoede. Hij ging in 1976 met pensioen.